# Marktruiming

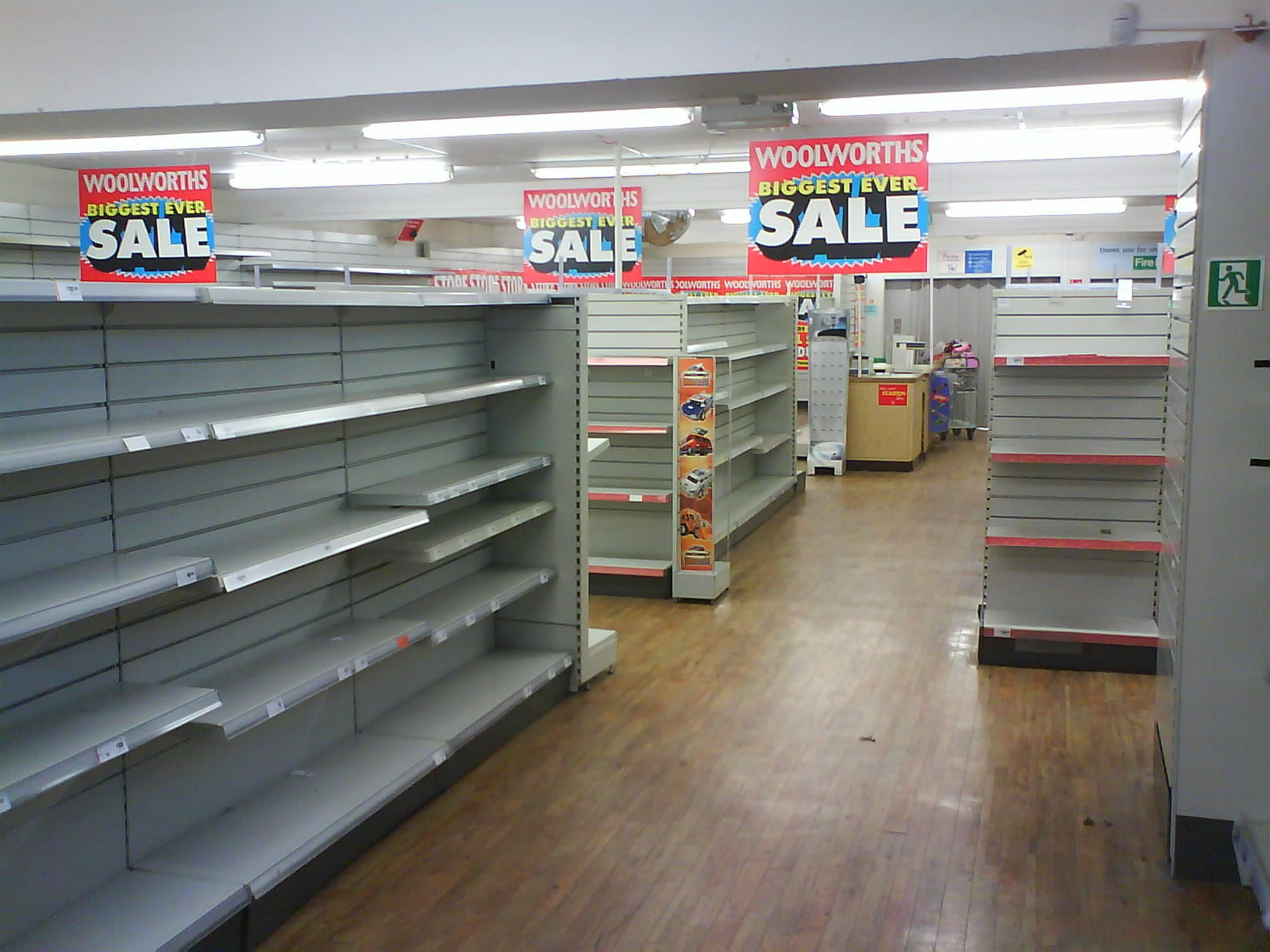
Wanneer markten ruimen, zijn zij zodanig geprijsd dat het gehele aanbod wordt verkocht. Supermarkten vullen echter de voorraad aan, wanneer een klant daar koopt.

In de economie verwijst marktruiming naar:
1. Een vereenvoudigende aanname die wordt gemaakt door de nieuw-klassieke school dat markten altijd naar een evenwicht tenderen waar de aangeboden hoeveelheid gelijk is aan de gevraagde hoeveelheid, of
2. Het proces om daar via prijsaanpassingen te komen.

Een marktruimende prijs is de prijs van goederen of diensten, waarbij de aangeboden  hoeveelheid gelijk is aan de gevraagde hoeveelheid. Deze prijs noemt men de evenwichtsprijs. In eenvoudige termen betekent dit dat de markten de neiging hebben om te bewegen in de richting van prijzen die de aangeboden en de gevraagde hoeveelheid meer met elkaar in evenwicht brengen, zodanig dat de markt uiteindelijk zal worden geruimd van alle overschotten en tekorten (overmaat van vraag en aanbod). De nieuw-klassieke economen gaan er in hun modellen van uit dat dit aanpassingsproces ogenblikkelijk optreedt.